# Torre Global Bank
La Torre Global Bank est un gratte-ciel de bureaux de 176 mètres de hauteur sur 43 étages, construit à Panama de 2002 à 2005.
La surface de plancher de l'immeuble est de 100 000 m².
L'architecte est l'agence panaméenne Pinzón Lozano & Asociados.
Le promoteur est la société F&F Properties Ltd. Inc.